# Edward Livingston
Edward Livingston (Clermont, 28 de maio de 1764 – Rhinebeck, 23 de maio de 1836) foi um jurista e político norte-americano. Foi uma figura importante na criação Código Civil da Louisiana em 1825, muito baseado no Código Napoleônico. Foi Prefeito de Nova Iorque entre 1801 e 1803, representou os estados de Nova Iorque e Louisiana na Câmara dos Representantes, foi Senador pela Louisiana e também Secretário de Estado dos Estados Unidos de 1831 a 1833 sob Andrew Jackson.

## Código de Livingston
Em 1821, por nomeação da Legislatura do Estado da Louisiana, da qual havia se tornado membro da Câmara dos Representantes da Louisiana no ano anterior, Livingston iniciou a preparação de um novo código de direito e procedimento criminal, posteriormente conhecido na Europa e na América como o "Código de Livingston". Foi preparado em francês e inglês, conforme exigido pelas necessidades da prática na Louisiana, e na verdade consistia em quatro seções: crimes e punições, procedimento, provas em casos criminais e reforma e disciplina prisional. Embora substancialmente concluído em 1824, quando foi queimado acidentalmente, e novamente em 1826, o código criminal não foi impresso em sua totalidade até 1833. Nunca foi adotado pelo estado.
O Código de Livingston foi imediatamente reimpresso na Inglaterra, França e Alemanha, atraindo muitos elogios por sua notável simplicidade e vigor, e especialmente por causa de suas provisões filantrópicas no código de reforma e disciplina prisional, que influenciou visivelmente a legislação penal de vários países. Ao referir-se a este código, Sir Henry Maine falou de Livingston como "o primeiro gênio jurídico dos tempos modernos". O espírito do código de Livingston era mais remediador do que vingativo; previa a abolição da pena de morte e a realização do trabalho penitenciário não como uma punição imposta ao prisioneiro, mas uma questão de sua escolha e uma recompensa por bom comportamento, trazendo consigo melhores acomodações. Seu Código de Reforma e Disciplina Prisional foi adotado pelo governo da efêmera República Federal da América Central sob o presidente liberal Francisco Morazán.
 

Livingston foi o principal membro de uma comissão designada para preparar um novo código civil para a Louisiana, que em sua maior parte a legislatura adotou em 1825; e os capítulos mais importantes, incluindo todos os contratos, foram preparados apenas por Edward Livingston. Livingston tornou-se novamente um representante dos Estados Unidos, desta vez como a primeira pessoa a servir no 1º distrito congressional da Louisiana. O trabalho preliminar para a elaboração de um novo código civil foi concluído por James Brown e Louis Moreau-Lislet, que em 1808 publicaram um Digest of the Civil Laws now in force in the Territory of Orleans with Alterations and Amendments adapted to the present Form of Government.